# Motionsidrott

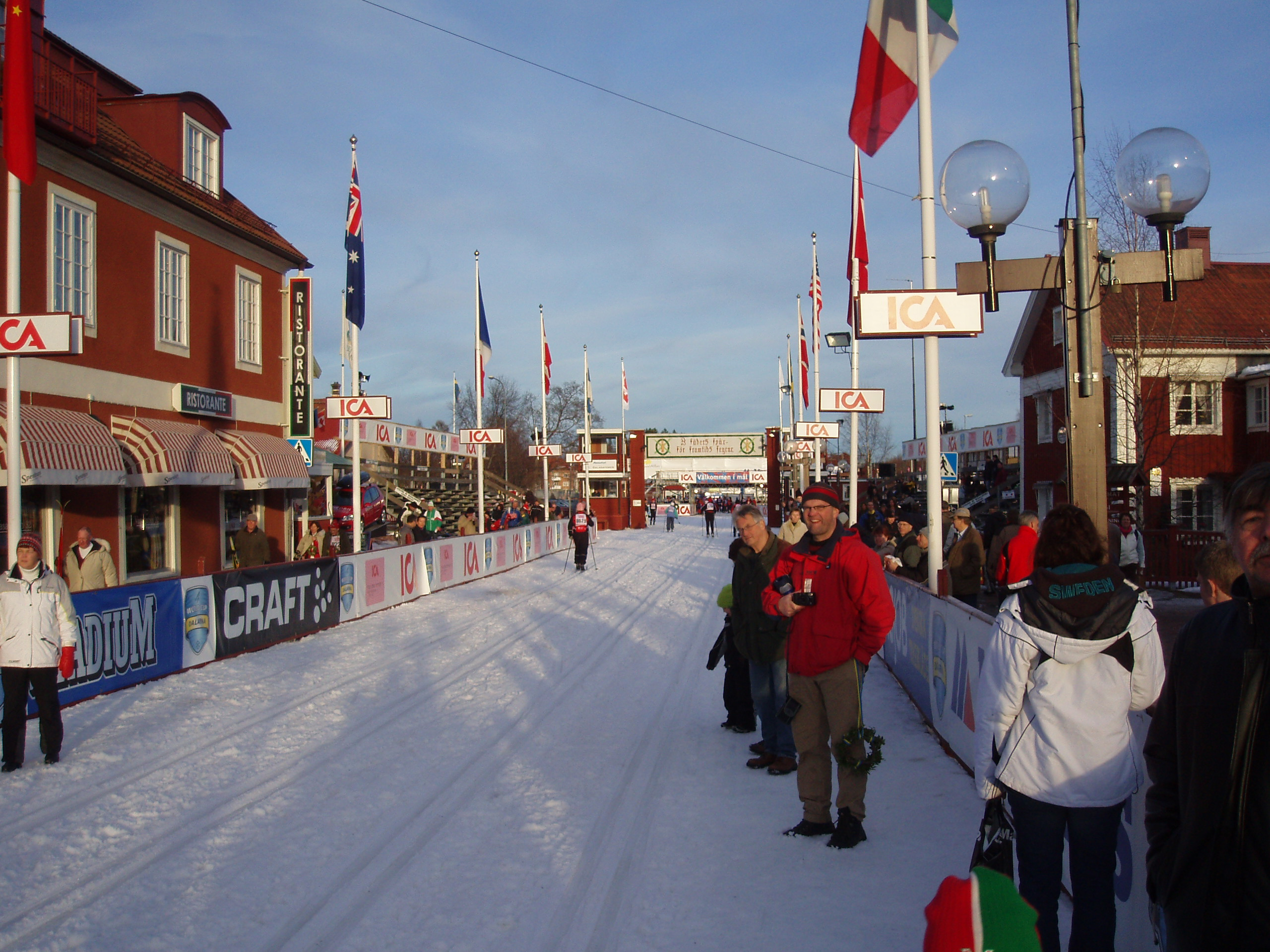
I tävlingar som Vasaloppet deltar både motionärer och eliten.

Motionsidrott avser  idrott där huvudsyftet är att genom fysisk aktivitet vinna bättre kondition och hälsa. I motionsidrott är således tävlingsmomentet nedtonat, till skillnad från elitidrott eller annan utpräglad tävlingsidrott.
I exempelvis längdskidåkningstävlingen Vasaloppet i Sverige tävlar både motionärer och elitåkare.

## Vanliga typer av motion
- Cykling
- Dans
- Gång
- Innebandy
- Långfärdsskridskoåkning
- Löpning
- Motionsgymnastik
- Orientering
- Paddling
- Tennis

- Badminton

### Fotnoter
1. ↑  Emma Lukins (6 mars 2011). ”Nu är det full fart i spåren” (på svenska). Göteborgsposten. http://www.gp.se/sport/nu-%C3%A4r-det-full-fart-i-sp%C3%A5ren-1.799184. Läst 25 oktober 2017.